# Градац (часопис)
Градац је један од најцењенијих југословенских и српских часописа за књижевност, уметност и културу. Покренут је 1963. године, а у садашњој форми излази од 1974. Објављују га заједничким снагама Културни центар Чачак и Уметничко друштво „Градац”.
Подстакнут делатношћу часописа, чачански Дом културе основао је и Издавачку кућу „Градац”.

## Историја
Часопис Градац, са поднасловом часопис за књижевност, уметност и друштвена питања покренут је 1963. године. Покренула га је Културно-просветна заједница општине Чачак, а одговорни уредник у време оснивања био је Драгољуб Обућина. Часопис је имао прекиде у излажењу. У броју 1 из 1966. године наводи се да часопис није излазио током 1965. Поновни прекид у излажењу био је од 1970. до 1973 године, а од 1974.  нумерација креће испочетка, са новим поднасловом - Градац: часопис за књижевност, уметност и културу.
Данашњи часопис Градац основан је 1974. године, а покренуо га је Дом културе Чачак. Садашњи издавачи су Дом културе Чачак и Уметничко друштво „Градац”. Издавање часописа су помагали: Министарство за културу Србије, Скупштина општине Чачак, југословенски Фонд за отворено друштво и CEEBP – Central East European Book Projekt.

## Концепција часописа
За четврт века постојања часопис је, својим прилозима, оформио круг читалаца чија су интересовања везана за широки опус тема из књижевности, ликовних уметности, религија, егзактних и алтернативних знања. У више од 200 бројева овог, по концепту монографског издања, темаски су уобличени савремени културни и цивилизацијски феномени и личности, а објављене су и антологије текстова на одређену тему. Часопис је опстао упркос свим временима у којима су нестајале бројне културне вредности, помогао је генерацијама својих читалаца да разумеју савремену културу и уметност, актуелно време и његове токове.
Када је 1974. поново покренут, часопис „Градац” је за кратко време постао један од најинтригантнијих часописа у тадашњој Југославији. Својим темама је постао толико провокативан, да је премашио тираже свих осталих часописа и привукао најширу публику. Теме су често биле непознате и изазовне и професионално представљене. Неке од тема биле су: Жан Жене, Парацелзус, гностицизам, јеврејска мистика, смрт, група Медиала, меланхолија и друге.

## Уредништво и редакција
Први уредник часописа Градац био је Драгољуб Обућина. Године 1966. на том месту наслеђује га Нада Деспотовић. Главни уредник новопокренутог издања 1974. године био је Миленко Филиповић. На његово место је 1975. дошао Томислав Ђурђић, а 1977. Милијан Милошевић. Од 1993. године главни уредник часописа је песник и есејиста Бранко Кукић.
Данашњу редакцију часописа чине Милосав Маринковић, Милијан Милошевић, Миленко Пајић и Бранко Кукић

## Издавачка кућа „Градац”
Око часописа Градац настала је и Издавачка кућа „Градац”. Настао у последњој четвртини једног узбудљивог и конторверзног столећа, овај издавач је оријентисан према ауторима који разматрају кризу света, његове противречности, међузависност основних духовних кретања, суровост идеологија, човекову усамљеност и распад темељних вредности човечанства. Издавачка кућа „Градац” добила је награду „Глигорије Возаровић” као најбољи издавач у 2001. години.